# Daniela Rump
Daniela Rump (nascida a 13 de Janeiro de 1996 em Hannover) é uma política alemã que foi eleita membro do Bundestag em 2025. Em 2023 foi escolhida como presidente do Partido Social-Democrata em Hildesheim.